# 10億円稼ぐ
『10億円稼ぐ』（じゅうおくえんかせぐ）は、2010年公開の日本のドキュメンタリー映画である。

## 概要
演出家・テリー伊藤の第1回監督作品。軍資金300万円を元手にして「キャラクタービジネスで10億円稼ぎ出そう」というプロジェクトを立ち上げ、2年半に渡るその活動を描いた作品である。
劇場公開は東京都渋谷区の「シネクイント」で2週間限定で行なわれ、約1ヵ月後の12月17日には早くもDVDソフトが発売された。

## ストーリー
テリー伊藤は私物のオートバイやジャケットを売却して300万円を手にし、これを元手に「ハローキティ」をモデルとしたキャラクタービジネスで10億円の売り上げを目標とするプロジェクトを立ち上げた。伊藤はデザイナーのNIGOからビジネスの指南を受け、エイベックス所属のタレント・アーティストをスタッフに招く。また、デザイナー発掘の為SNS「mixi」を活用して「こうもり王国のプリンセス」をイメージしたキャラクター「ナニティー（正式名：NANITYセブンオーハート）」を誕生させ、これを商標登録して本格的なビジネスを開始することとなった…。

## 出演
- テリー伊藤
- ハローワークス（期間限定ユニット） 
  - 光上せあら
  - 宮脇詩音
  - 稲森寿世
  - 杉浦亜衣
  - 真崎麻衣
- NIGO（友情出演）
- ドン小西（友情出演）
- ラッキィ池田（友情出演）
- 彩木エリ（友情出演）
- 高橋がなり（師弟出演）
- 春名愛海